# 류현진 (축구 선수)
류현진(한국 한자: 柳鉉珍, 1995년 1월 23일 ~ )은 대한민국의 축구 선수이며, 포지션은 수비수이다.